# Kyōhei Uchida
Kyōhei Uchida (japanisch 内田 恭兵 Uchida, Kyōhei; * 5. November 1992 in Mishima) ist ein ehemaliger japanischer Fußballspieler.

## Karriere
Uchida erlernte das Fußballspielen in der Jugendmannschaft von Júbilo Iwata und der Universitätsmannschaft der Kansai-Universität. Seinen ersten Vertrag unterschrieb er 2015 beim Kyoto Sanga FC. Der Verein spielte in der zweithöchsten Liga des Landes, der J2 League. Für den Verein absolvierte er 50 Ligaspiele. 2018 wechselte er nach Nagano zum Drittligisten AC Nagano Parceiro. Für Nagano stand er 33-mal in der dritten Liga auf dem Spielfeld.
Am 1. Februar 2022 beendete Uchida seine Karriere als Fußballspieler.